# Nothura chacoensis
A Nothura chacoensis a tinamualakúak (Tinamiformes) rendjébe, ezen belül a tinamufélék (Tinamidae) családjába tartozó faj.

## Rendszerezése
A fajt Henry Boardman Conover amerikai amatőr ornitológus írta le 1937-ben, a foltos tinamu (Nothura maculosa) alfajaként Nothura maculosa chacoensis néven.

## Előfordulása
Dél-Amerika középső részén, Argentína és Paraguay területén honos. Természetes élőhelyei a szubtrópusi vagy trópusi száraz legelők, szavannák és cserjések. Állandó, nem vonuló faj.

## Megjelenése
Testhossza 25 centiméter.

## Természetvédelmi helyzete
Az elterjedési területe rendkívül nagy, egyedszáma ugyan csökken, de még nem éri el a kritikus szintet. A Természetvédelmi Világszövetség Vörös listáján nem fenyegetett fajként szerepel.